# Leka (île)
Pour les articles homonymes, voir Leka.
Leka est une île de la commune de Leka , en mer de Norvège dans le comté de Trøndelag en Norvège.

## Description
L'île de 57 km2 est l'île la plus grande de la municipalité de Leka et représente environ la moitié de la superficie de la municipalité. L'île est entourée de dizaines d'îles plus petites. La petite île de Madsøya se trouve au sud de Leka et est reliée à Leka par un petit pont. La plus grande île d'Austra se trouve à environ 4 kilomètres à l'est. Il existe une liaison par ferry entre Leka et Austra, et Austra est reliée au continent par un pont. 
À 12 kilomètres au nord se trouvent les îles Horta et à
30 kilomètres au nord-ouest se trouvent les îles Sklinna avec une grande population de macareux et de cormorans (réserve naturelle de Sklinna).
Le village de Leknes est le centre administratif de la municipalité de Leka et il est situé dans la partie nord-est de l'île Leka Church (en), fondée en 1867, est également située sur l'île et appartient au diocèse de Nidaros. Elle est inscrite au patrimoine culturel norvégien.

### Histoire
L'île est habitée depuis au moins 10.000 ans, comme en témoignent les dessins d'art rupestre de la grotte olsemhula de l'île. Daté de l'âge des vikings, le tumulus funéraire Herlaugshaugen est l'un des plus grands (en Norvège) de cette époque.

## Galerie

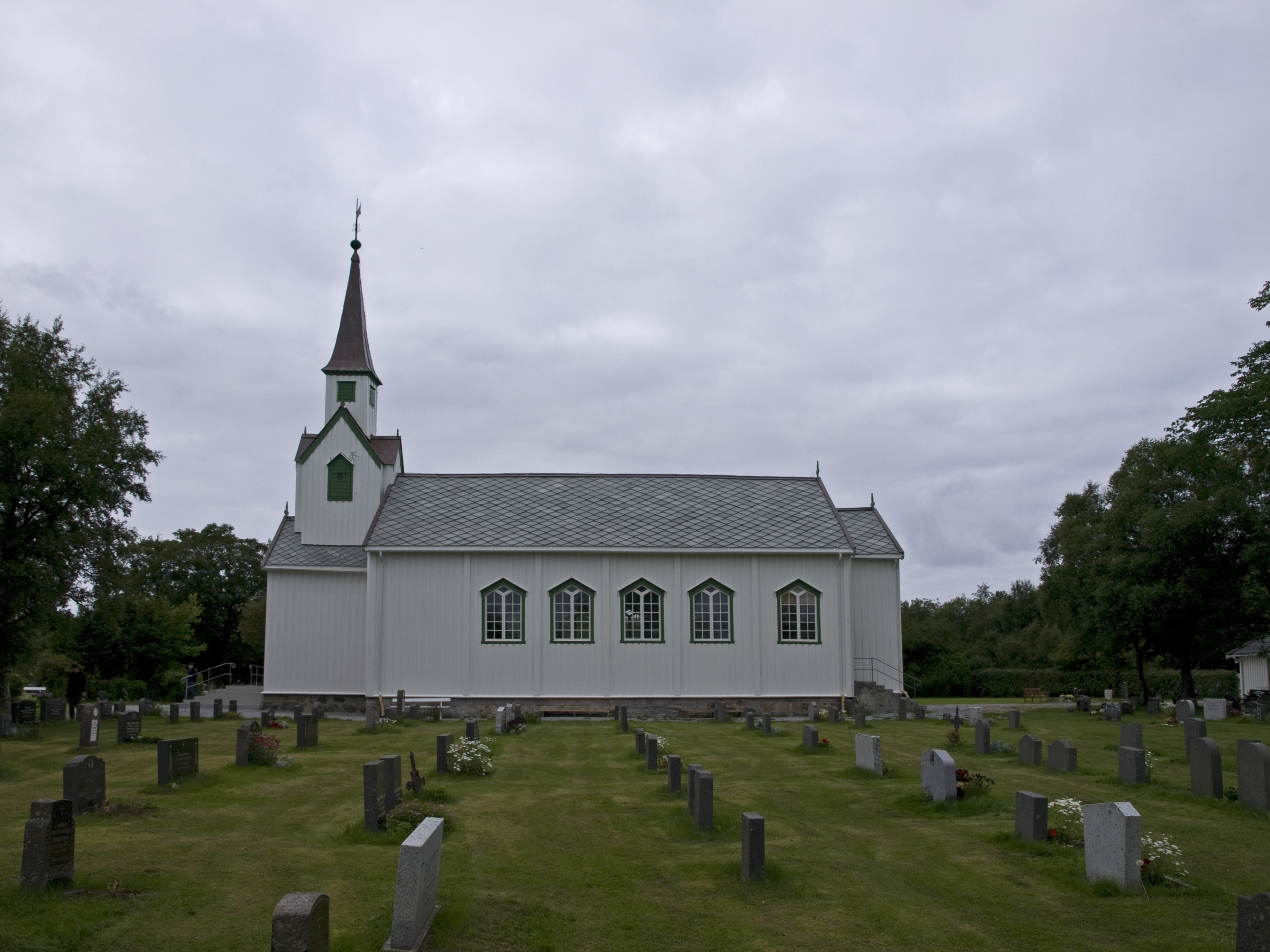
Eglise de Leka
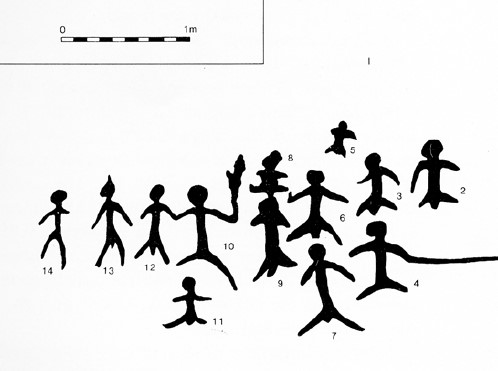
Peintures rupestres de Solsemhula
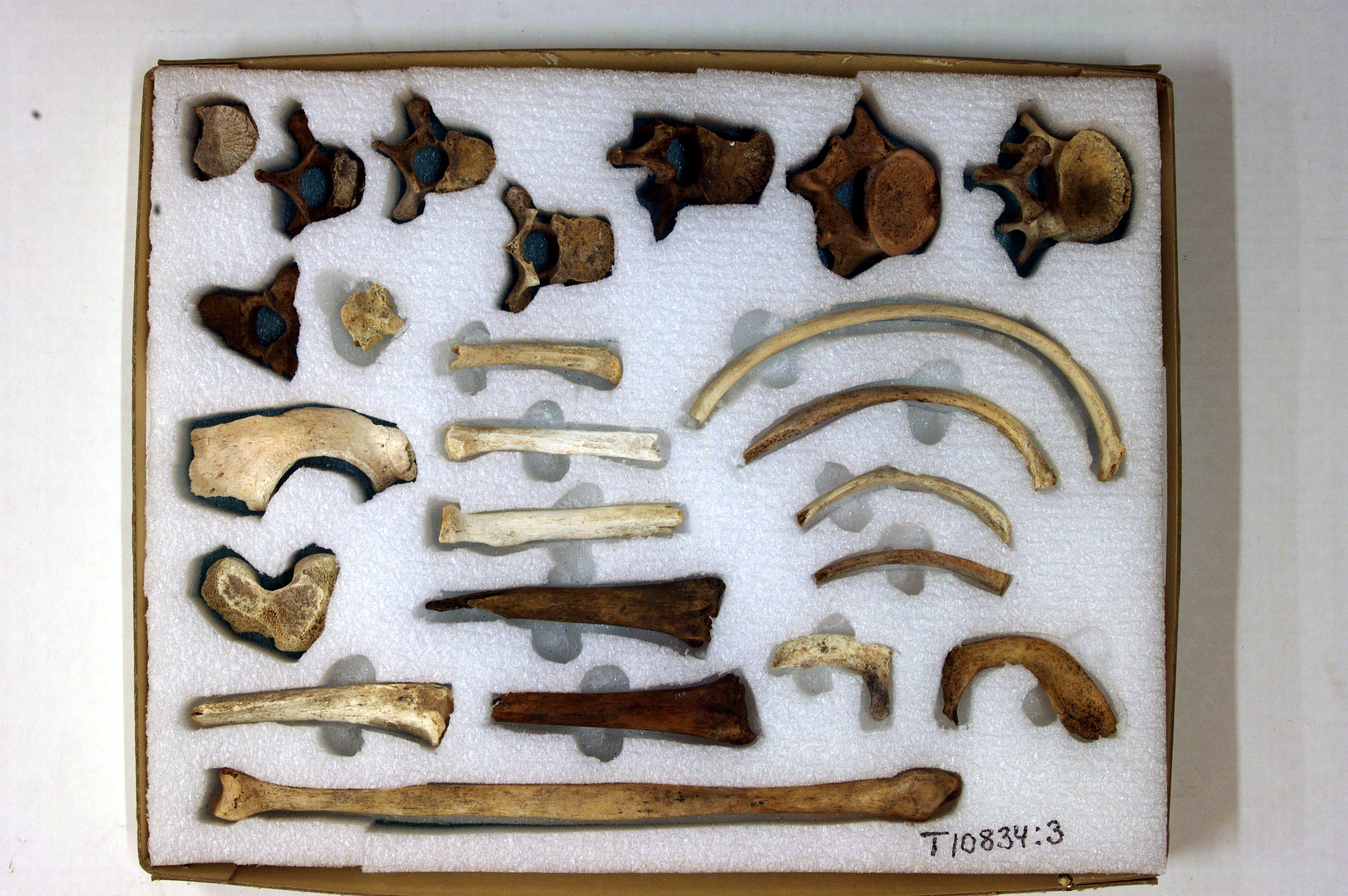
Artefacts de Solsemhula